# Dakraam

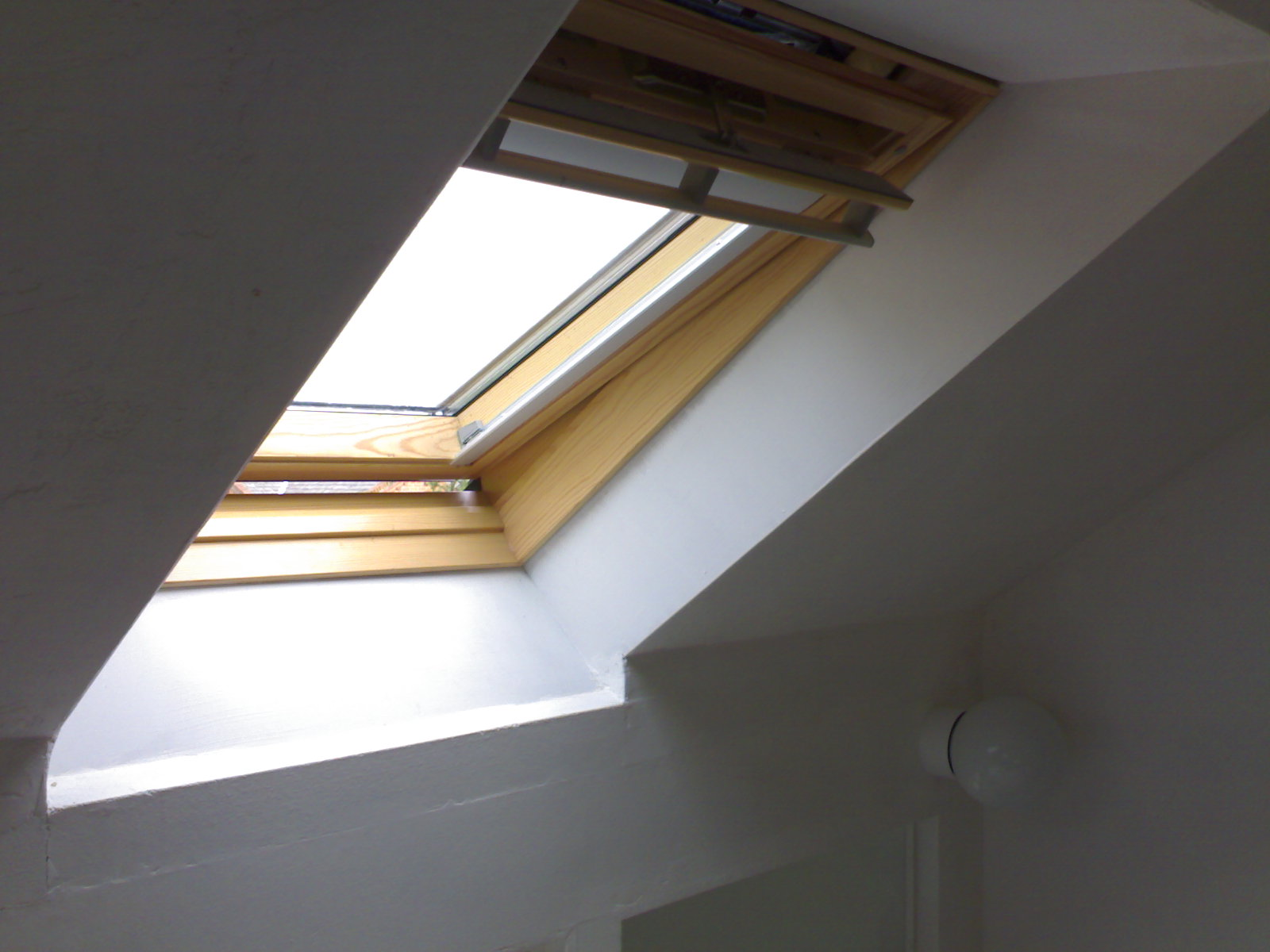
Een dakraam van binnenuit gezien.

Een dakraam of dakvenster is een venster dat in een schuin dak kan worden ingebouwd. Aldus kan er daglicht in de onder het dak gelegen ruimte doordringen. Indien het venster te openen is, biedt het de mogelijkheid om te ventileren.
Dakramen werden vanaf eind 19e eeuw vooral in gietijzer geleverd. Ook stalen dakramen kwamen voor. Er waren diverse modellen die bovendien nog aangepast moesten worden aan een van de vele typen dakpannen die de daken bedekten. Daarnaast waren er vlakke modellen voor rieten, leien of asfaltbedekte daken. Ze bestonden uit een frame met daarin een scharnierend raam dat op enkele standen vastgezet kon worden. De oppervlakte aan vensterglas was gewoonlijk klein. Men spreekt bijvoorbeeld over een vierpans dakraam als men een raamoppervlak beschouwt dat vier dakpannen in beslag neemt.
Na de Tweede Wereldoorlog werden de afmetingen van de dakramen in het algemeen ook veel groter. Men spreekt in dit verband ook wel van dakvensters. Deze zijn vaak uitgevoerd in kunststof, aluminium of verduurzaamd hout en zijn soms voorzien van ingenieuze kantelconstructies. Men spreekt in dit verband van tuimelvensters en uitzettuimelvensters.
Indien men het dakraam verticaal in een uitbouw aanbrengt, spreekt men van een dakkapel.